# José García Herreros
José García Herreros (Hinojosa, 22 de octubre de 1709–Madrid, 16 de enero de 1792) fue un eclesiástico español, miembro del consejo de Castilla y comisario general de Cruzada.

## Biografía
De familia noble, hijo de Juan García Cubillas, natural de Hinojosa, y de Antonia Herreros Orna, natural de Milmarcos. Colegial del colegio mayor del Arzobispo, en Salamanca. Fue arcediano de Valladolid, vicario general e inquisidor de la diócesis de Cartagena, y canónigo y dignidad de la iglesia metropolitana de Valencia. Condecorado con la orden de Carlos III en 1777. Fue miembro del consejo de Castilla, hasta que en 1783 le propusieron para ocupar el puesto de comisario general de Cruzada. Mandó construir la ermita de Nuestra Señora de los Dolores en su localidad natal de Hinojosa, que fue inaugurada en 1794, y que está presidida por el escudo familiar de García Herreros. Falleció en 1792 a los 82 años.